# Pardoglossum cheirifolium
Pardoglossum cheirifolium är en strävbladig växtart. Pardoglossum cheirifolium ingår i släktet Pardoglossum och familjen strävbladiga växter.

## Underarter
Arten delas in i följande underarter:
- P. c. cheirifolium
- P. c. heterocarpum
- P. c. antiatlanticum
- P. c. arundanum

## Bildgalleri

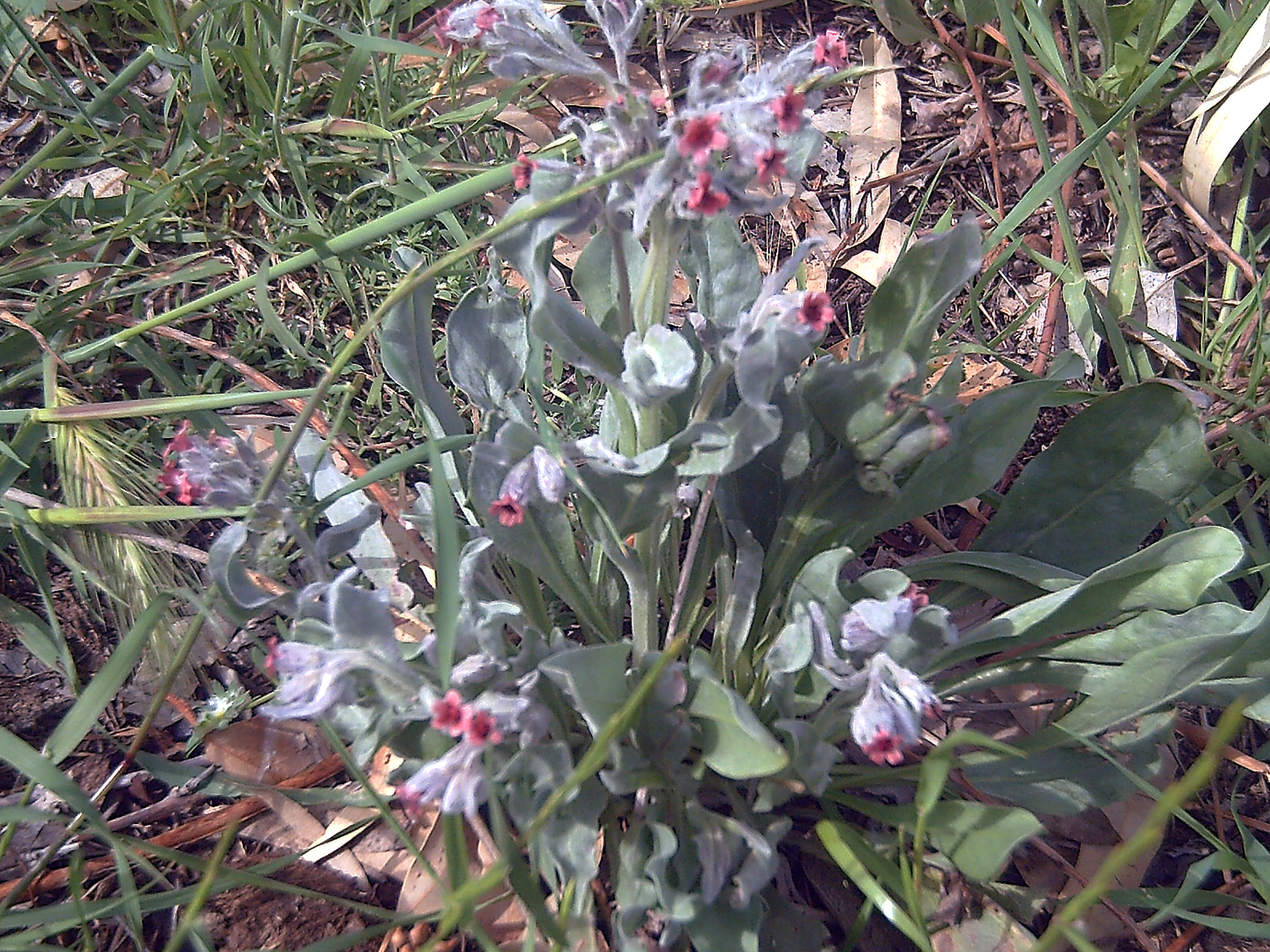
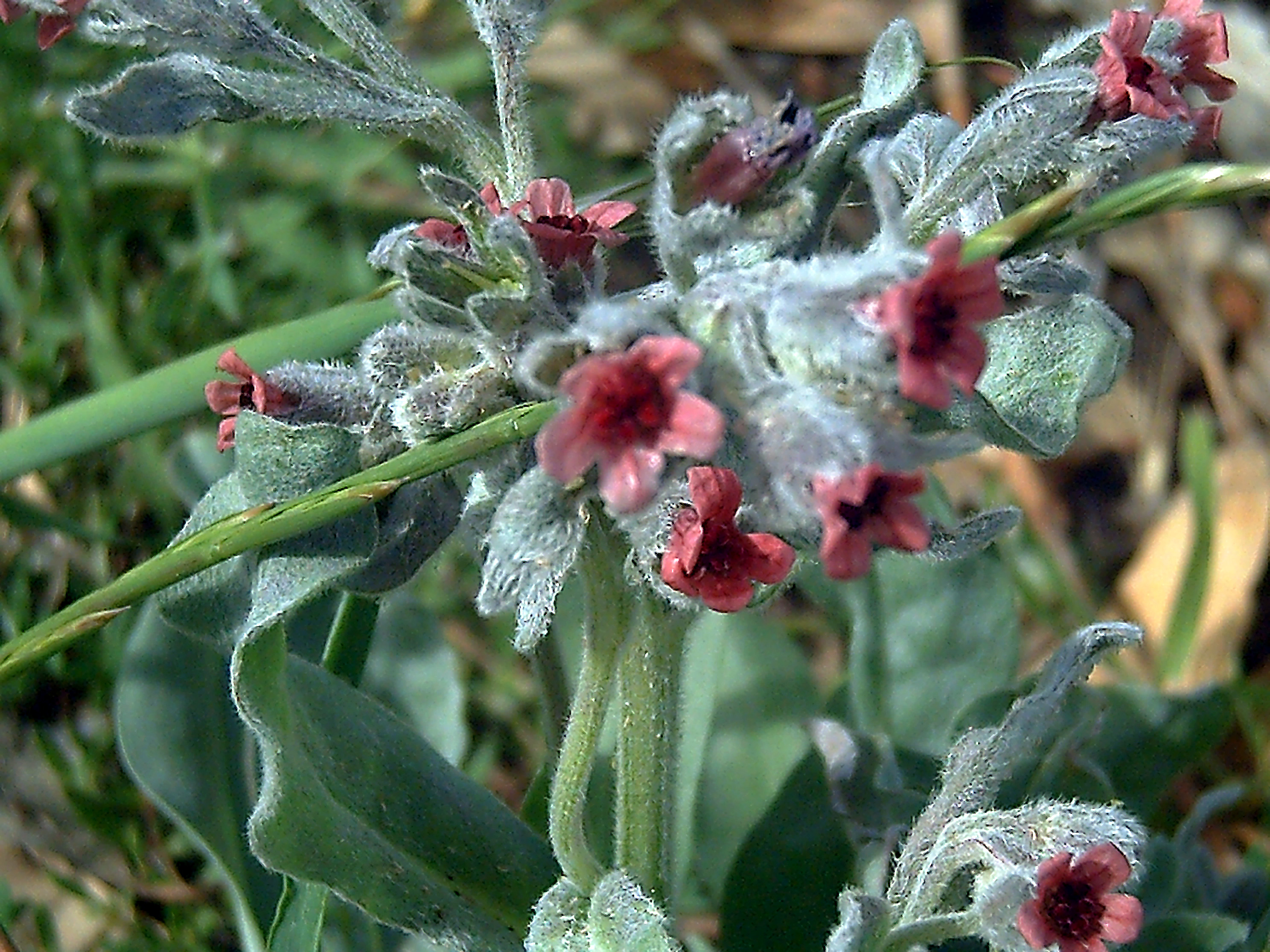
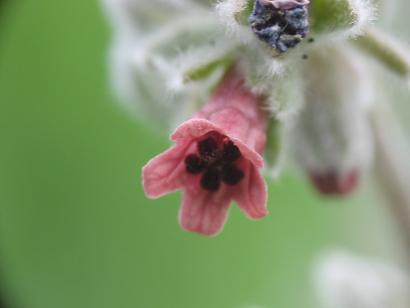
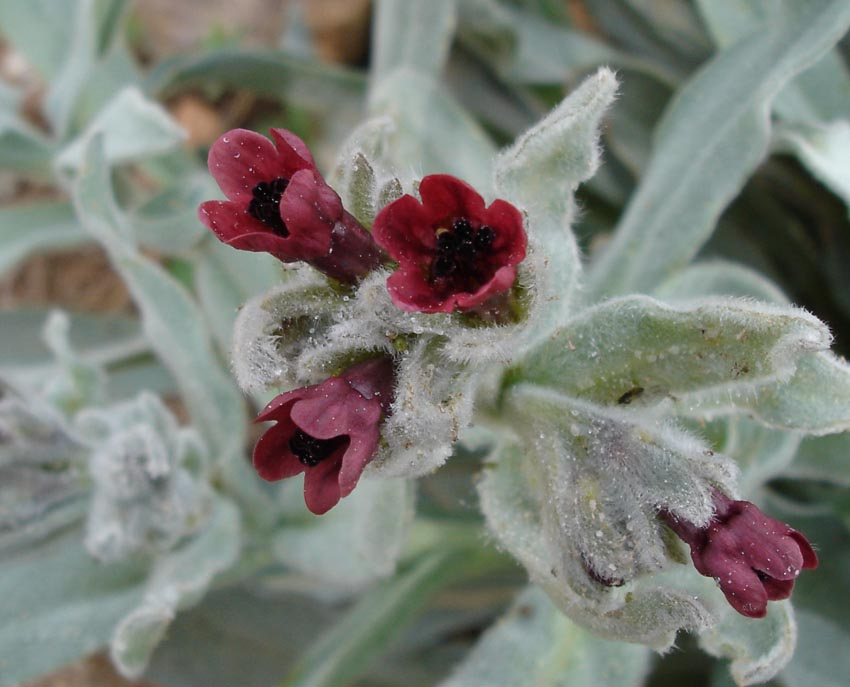
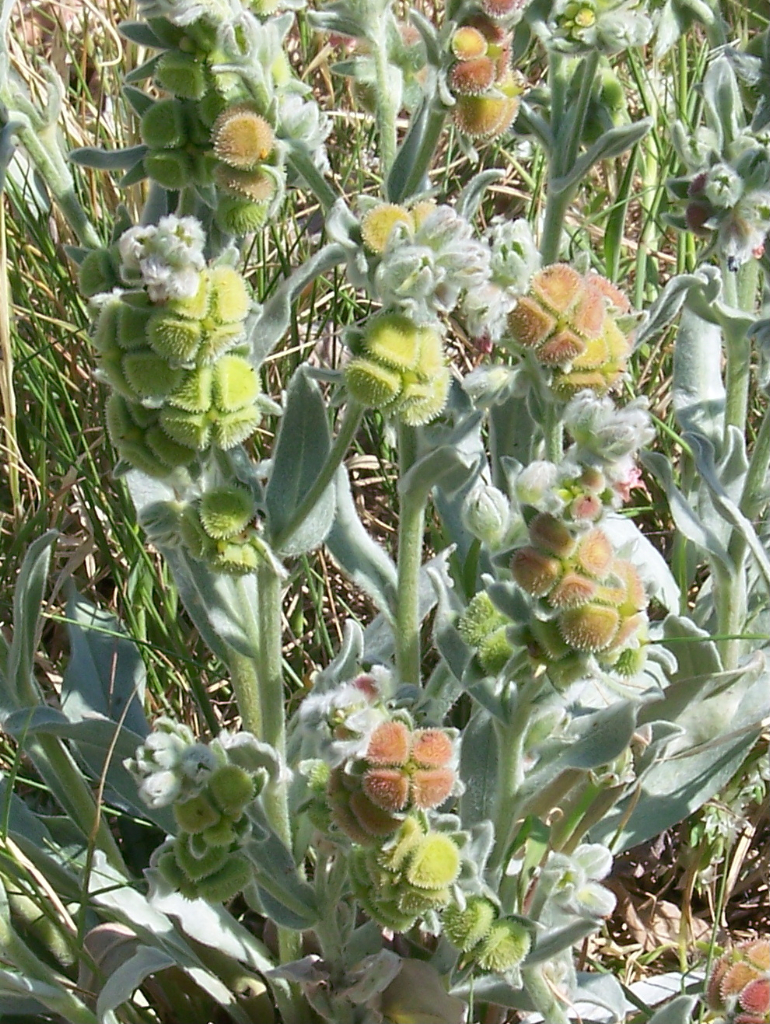
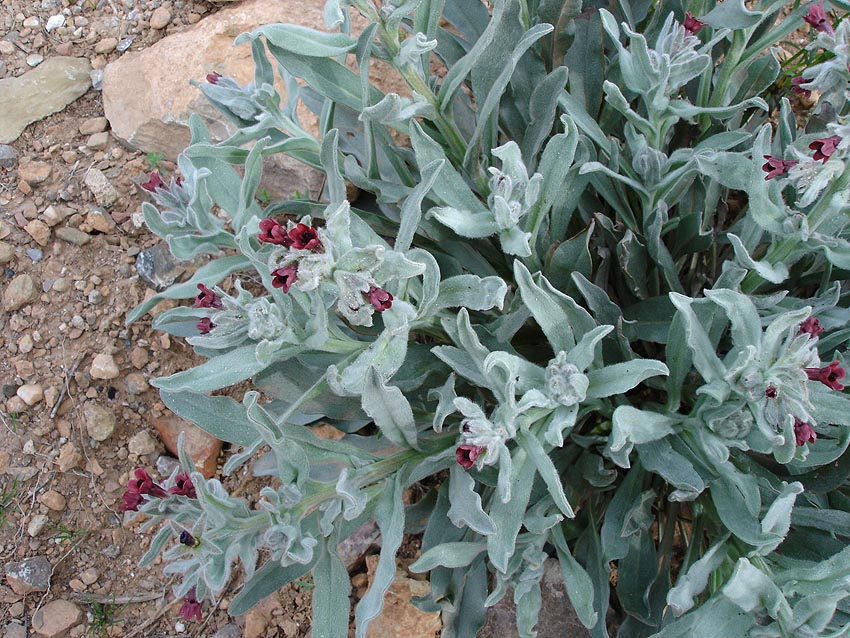